# Eyüp-Sultan-Moschee (Sprendlingen)
Die Eyüp-Sultan-Moschee ist eine Moschee in der hessischen Stadt Dreieich. Sie besteht seit 2012 und wird vom Verein Türkische islamische Gemeinde zu Dreieich e. V. betrieben, der zum Dachverband DITIB gehört.

## Geschichte
2007 erwarb die türkisch-islamische Gemeinde zu Dreieich ein etwa 1000 m² großes Grundstück im Norden Sprendlingens. Dort wurde am 9. Mai 2010 im Beisein des Bürgermeisters von Dreieich Dieter Zimmer, des türkischen Generalkonsuls in Frankfurt Ilhan Saygil sowie des DITIB-Bundesvorsitzenden Sadi Arslan der Grundstein für die Eyüp-Sultan-Moschee gelegt.
Im Januar 2012 konnte der Sakralbau nach etwa 19-monatiger Bauzeit offiziell eröffnet werden.
Gegen den Neubau der Moschee gab es in der Bevölkerung zwar anfänglichen Widerstand, dieser legte sich jedoch schon kurze Zeit nach Beginn der Bauarbeiten.

## Gebäude
Die Eyüp-Sultan-Moschee befindet sich am südlichen Rand des Sprendlinger Gewerbegebietes in der Schlagfeldstraße 48.
Die Baukosten für den Neubau beliefen sich insgesamt auf etwa 900.000 Euro und wurden fast ausschließlich durch Spenden von Gemeindemitgliedern oder Förderern gedeckt. Neben finanzieller Unterstützung von Seiten der DITIB trug vor allem die Eigenleistung der Gemeindemitglieder zur erfolgreichen Umsetzung des Neubauprojektes bei.
Das vom Frankfurter Architekten Mustafa Ekiz entworfene Bauwerk besticht vor allem durch seinen großen, farbenprächtigen und hellen Innenraum. Blaue und rote Ornamente, Muster und Koranzitate schmücken sowohl die weiß gestrichenen Innenwände des Betsaals als auch Gebetsnische, Lesepult und Kanzel. Ein dicker türkiser Teppich bedeckt den Boden des Raumes. Er ist von gemusterten Linien geziert, die nach Mekka ausgerichtet sind.

## Moscheegemeinde
Die Türkische islamische Gemeinde zu Dreieich e. V. wurde 1987 im Dreieicher Stadtteil Sprendlingen gegründet. Der Verein gehört dem Dachverband DITIB an und hatte im Jahr 2012 etwa 200 Mitglieder.